# Ana María Gayoso
Ana María Gayoso (* 20. August 1948 in La Plata; † 28. Dezember 2004 in Puerto Madryn) war eine argentinische Meeresbiologin und Spezialistin auf dem Gebiet des marinen Phytoplanktons, welche vor allem dafür bekannt ist, erstmals das Phytoplankton im Ästuar von Bahía Blanca beschrieben und die bis heute durchgeführte Langzeit-Datenerfassung in diesem marinen Ökosystem initiiert zu haben. Sie leistete bedeutende Beiträge zum Verständnis von schädlichen Algenblüten (Harmful Algal Blooms), welche durch toxische Dinoflagellaten im Patagonischen Schelf verursacht werden, und beschrieb erstmals hohe Abundanzen der Kalkalge Emiliania huxleyi im Argentinischen Meer, eine Schlüsselkomponente für die Primärproduktivität entlang der Schelfkante Patagoniens im Südwesten des Südatlantiks. Im Jahr 1978 startete sie die umfangreichste Langzeit-Datenbank für Phytoplankton und physikochemische Messdaten in Südamerika, für einen festen Beobachtungsstandort im Bahía-Blanca-Ästuar.

## Ausbildung
Ana María Gayoso studierte Botanik und promovierte anschließend in Naturwissenschaften an der Naturwissenschaftlichen Fakultät und dem Museum der Universidad Nacional de La Plata.

## Wissenschaftliche Karriere
Im Jahr 1977 wurde sie als Wissenschaftlerin vom Consejo Nacional de Investigaciones Científicas y Técnicas (CONICET) gefördert. Von 1978 bis 1995 arbeitete sie am Instituto Argentino de Oceanografía (IADO) in Bahía Blanca, wo sie das Planktonlabor leitete. In ihrer wissenschaftlichen Arbeit konzentrierte sie sich auf die Studie des marinen Phytoplanktons des südwestlichen Südatlanktiks.
Im Jahr 1989 nahm sie an einer ozeanographischen Ausfahrt entlang des Argentinischen Meeres teil und charakterisierte das Phytoplankton der Konfluenzzone, in welcher der Brasilstrom aus Norden und der Falklandstrom aus Süden zusammentreffen. Konkret spezialisierte sie sich in der Taxonomie und Ökologie von Diatomeen und toxischen Dinoflagellaten.
Sie leistete einen bedeutenden Beitrag zum Verständnis von schädlichen Algenblüten (harmful algal blooms), welche durch toxische Dinoflagellaten entlang des patagonischen Schelfs ausgelöst werden, und war die erste Wissenschaftlerin, welche Blüten des Kalkflagellaten Emiliania huxleyi im Argentinischen Meer beschrieb, eine Schlüsselkomponente für die Primärproduktivität entlang der patagonischen Schelfkante im südwestlichen Südatlantik. Sie begann die umfangreichste (seit 1978 durchgeführte) Langzeit-Datenerhebung von Phytoplankton und physikochemischen Umweltparametern in Südamerika an einer festen Beobachtungsstelle im Bahía-Blanca-Ästuar.
Sie verwendete Elektronenmikroskopie zur Identifizierung mariner Diatomeenarten des Argentinischen Meeres, zum Beispiel zur ersten morphologischen Beschreibung von Thalassiosira hibernalis A.M. Gayoso, 1989, und bei der Untersuchung der Ökophysiologie der Blütenbildenden Schlüsselart Thalassiosira curviseriata, welche im Bahía-Blanca-Ästuar isoliert wurde. Während ihrer Arbeit am IADO trug sie zur Beurteilung der Wasserqualität von Wasserreservoirs bei, welche der städtischen Wasserversorgung dienen, wobei sie potentiell gesundheitsschädliche Cyanobakterienblüten feststellte und beschrieb.
Seit 1995 arbeitete sie am Centro Nacional Patagónico (CENPAT-CONICET) in Puerto Madryn und war von 1998 bis 2000 an der Leitung des Instituts beteiligt. In dieser Zeit leistete sie bedeutende Beiträge für das Verständnis von schädlichen Algenblüten (red tides), welche seit ihrer ersten Beschreibung 1981 entlang des patagonischen Schelfs weit verbreitet sind. Im Besonderen war sie dabei an den toxischen Dinoflagellaten Alexandrium spp. interessiert.
Sie arbeitete mit Theodore Smayda an der Universität von Rhode Island an Diatomeen und schädlichen Algen.

### Langzeit-Datenerhebung im Bahía-Blanca-Ästuar
Ihr Beitrag zum Verständnis des Auftretens der Diatomeenblüten im Winter bis zeitigen Frühling im Bahía-Blanca-Ästuar in den Jahren 1978-1994 stellt den Beginn einer unschätzbaren Langzeit-Datenbasis für Phytoplankton und in-situ-Umweltdaten dar. Dieser Datensatz ist einer der umfangreichsten (seit 1978) in Südamerika, welcher es durch seine hohe Probenahme-Frequenz ermöglicht hat, Veränderungen in der jährlichen Abfolge des Phytoplanktons und anderer Komponenten im marinen Plankton zu erfassen.

### Erster Bericht vonEmiliania huxleyiim Argentinischen Meer
Im Jahr 1989 nahm Gayoso an einer ozeanographischen Expedition teil, während welcher sie erstmals das Auftreten des Kalkflagellaten Emiliania huxleyi in hohen Abundanzen dokumentierte.

## Die Gayoso-Expedition
In November und Dezember 2021 fand eine Expedition entlang des patagonischen Schelfs zwischen Buenos Aires and Ushuaia statt, um die umfangreichen, jährlich stattfindenden Blüten der Mikroalge Emiliania huxleyi zu untersuchen. Die Expedition wurde nach Gayoso benannt, um ihr wissenschaftliches Vermächtnis zu würdigen.
- Im November 2021 segelte der Argentinische Schoner Houssay von Ushuaia nach Buenos Aires.[21]
- Im Dezember 2021 segelte der Französische Schoner Tara in der entgegengesetzten Richtung von Buenos Aires nach Ushuaia.